# Cotoneaster franchetii
Espèce
Classification APG III (2009)
Cotoneaster franchetii (Syn. Cotoneaster franchetti) (Cotonéaster de Franchet ou Cotonéastre de Franchet) est une espèce de plantes à fleurs du genre Cotoneaster et de la famille des Rosaceae, originaire du Sud-ouest de la Chine, des provinces du Guizhou, du Sichuan, du Tibet, et du Yunnan, ainsi que des parties adjacentes du Nord-ouest de la Birmanie et de la Thaïlande,.
C'est un arbuste persistant ou semi-persistant qui peut atteindre trois mètres de haut. Les feuilles de forme ovale de 2 à 3,5 cm de long et de 1 à 1,5 cm de large, sont pointues, vert brillant au-dessus, duveteuses en dessous avec des poils denses blanchâtres à jaunâtres. Les fleurs sont regroupées de 5 à 15 en corymbes, chaque fleur de 6 à 7 mm de diamètre possédant cinq pétales blancs à l'intérieur et roses en bordure externe. Les fruits sont de petits piridions de 6 à 9 mm de diamètre ; ils sont mangés par des oiseaux frugivores, qui dispersent leurs graines dans leurs fientes,,.
Deux variétés sont acceptées par quelques auteurs mais non traitées comme distinctes par Flora of China :
- Cotoneaster franchetii franchetii, décrite ci-dessus.
- Cotoneaster franchetii cinerascens Rehd : arbuste pouvant atteindre quatre mètres de haut, avec des feuilles jusqu'à 4 cm de long et regroupant 30 fleurs par corymbe.

Quelques auteurs incluent une troisième variété, var. sternianus, bien qu'elle soit plus souvent traitée comme une espèce distincte Cotoneaster sternianus (Turrill),.

## Culture et usages
Cotoneaster franchetii est une plante ornementale appréciée  en culture dans l'Europe du nord-ouest et sur la côte pacifique nord-ouest de l'Amérique du Nord. S'échappant des cultures, il s'est naturalisé en certains endroits des îles Britanniques,.
Des scientifiques de la Royal Horticultural Society (RHS) au Royaume-Uni ont mené une étude sur l'efficacité des haies pour absorber la pollution de l'air, en comparant différents types d'arbustes, notamment le cotoneaster, l'aubépine et le thuya "Western Red Cedar".
Ils ont découvert que les variétés de cotoneaster touffues et duveteuses, comme celle-ci, sont des « super plantes » qui peuvent aider à absorber la pollution atmosphérique. Sur les routes à fort trafic, Cotoneaster franchetii dense et duveteux est au moins 20 % plus efficace pour absorber la pollution atmosphérique que d'autres arbustes souvent plantés le long des routes.

## Galerie

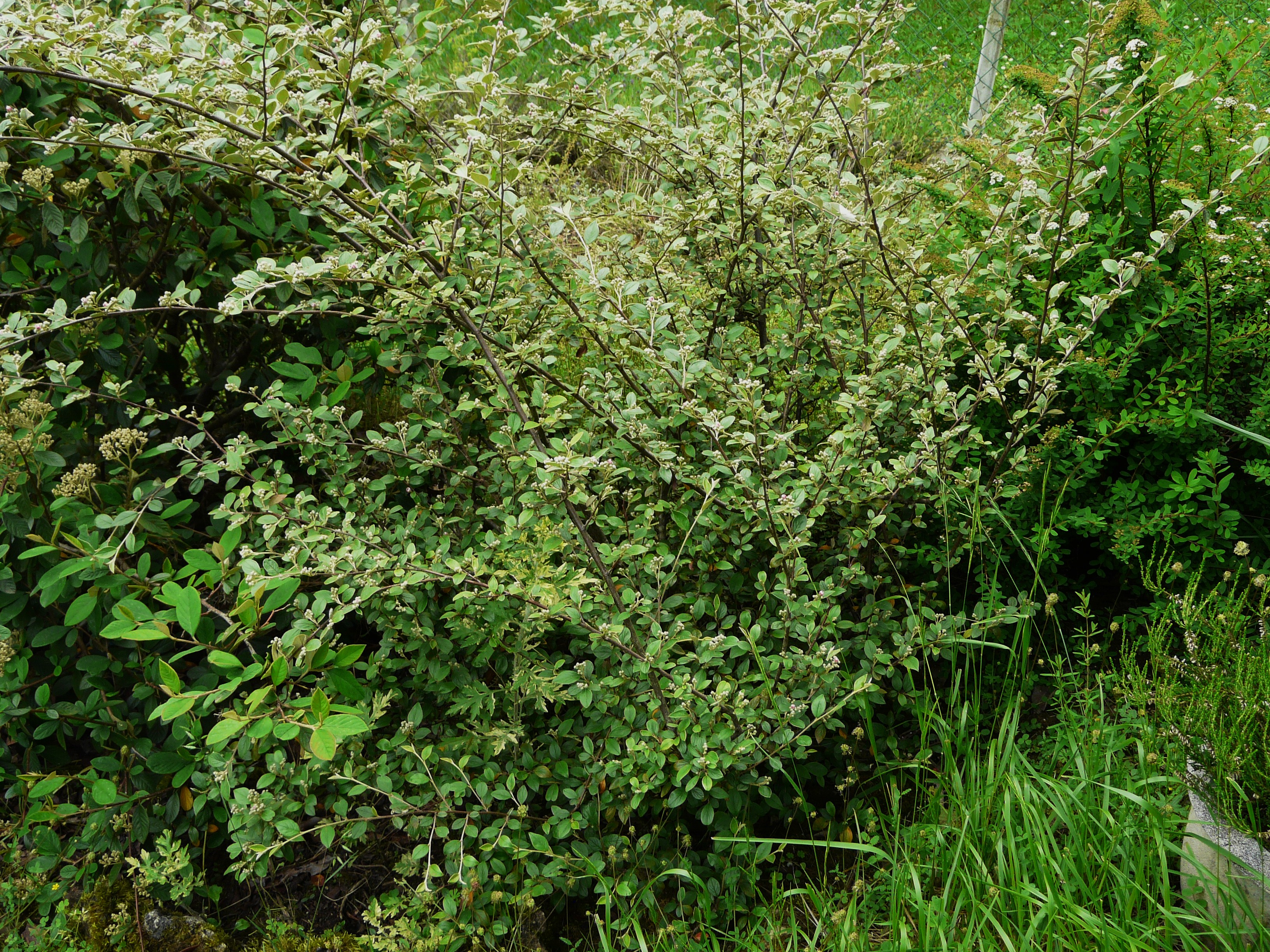
Buisson au printemps.
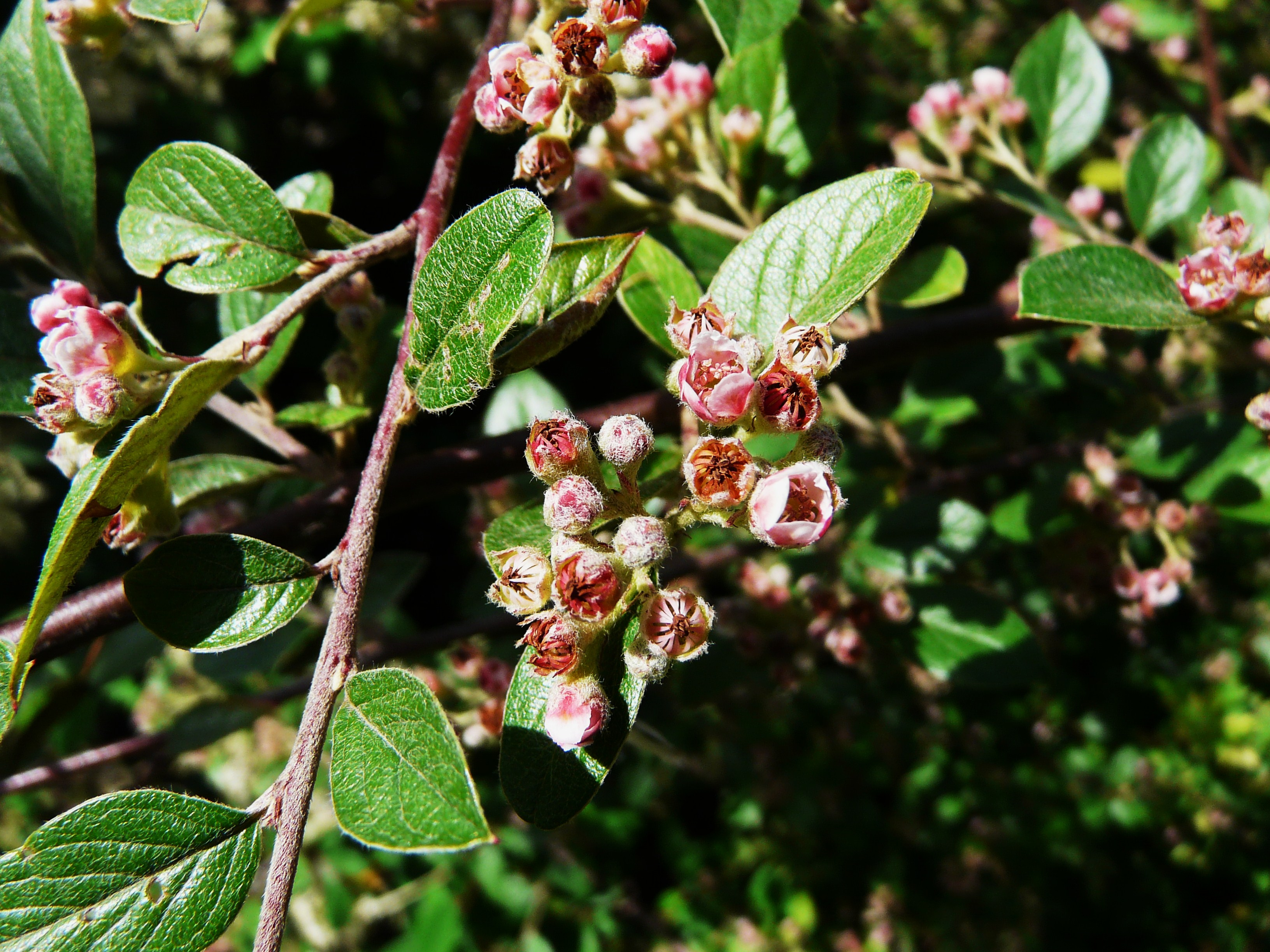
Fleurs en corymbes.
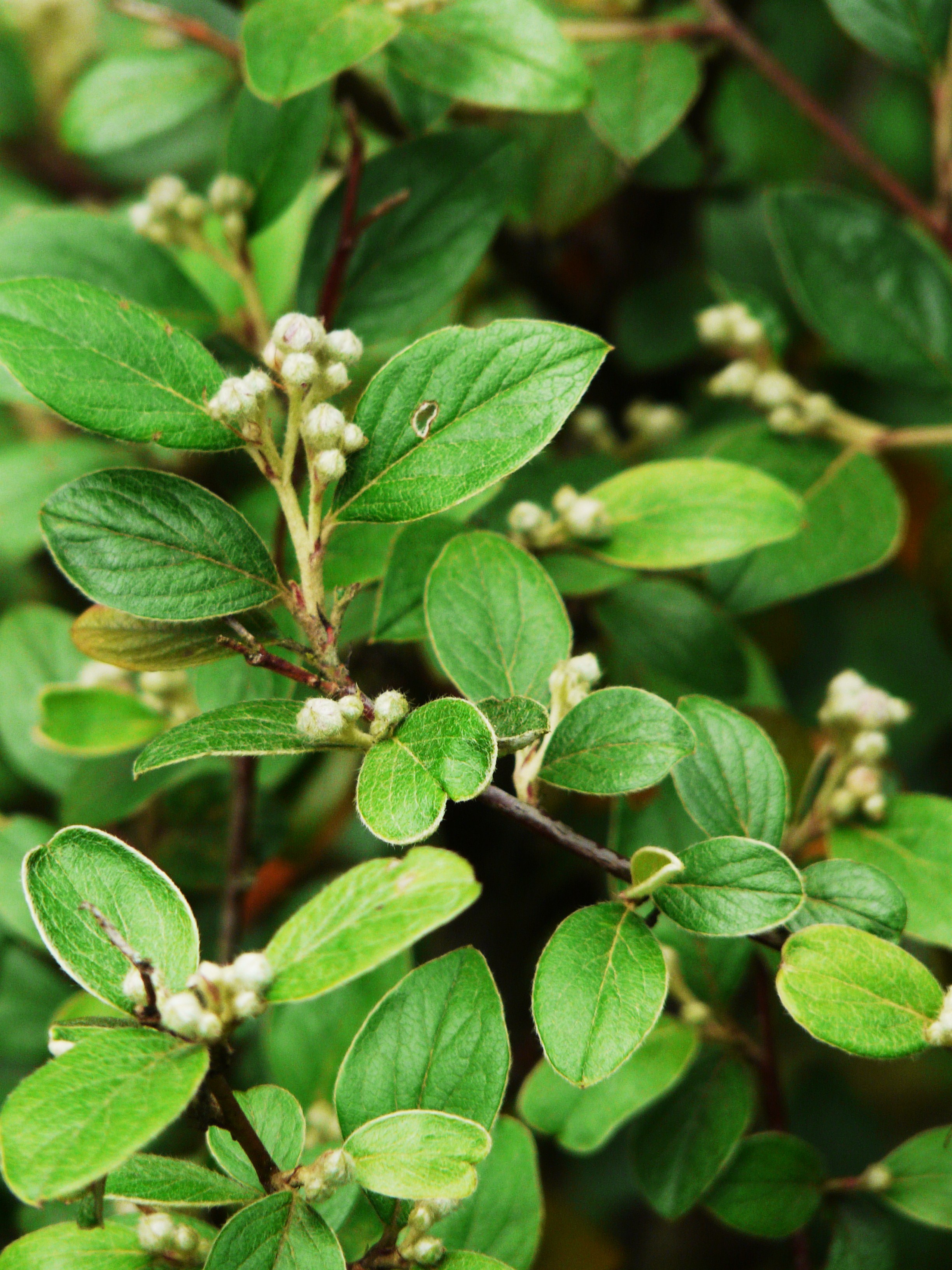
Feuilles au printemps.
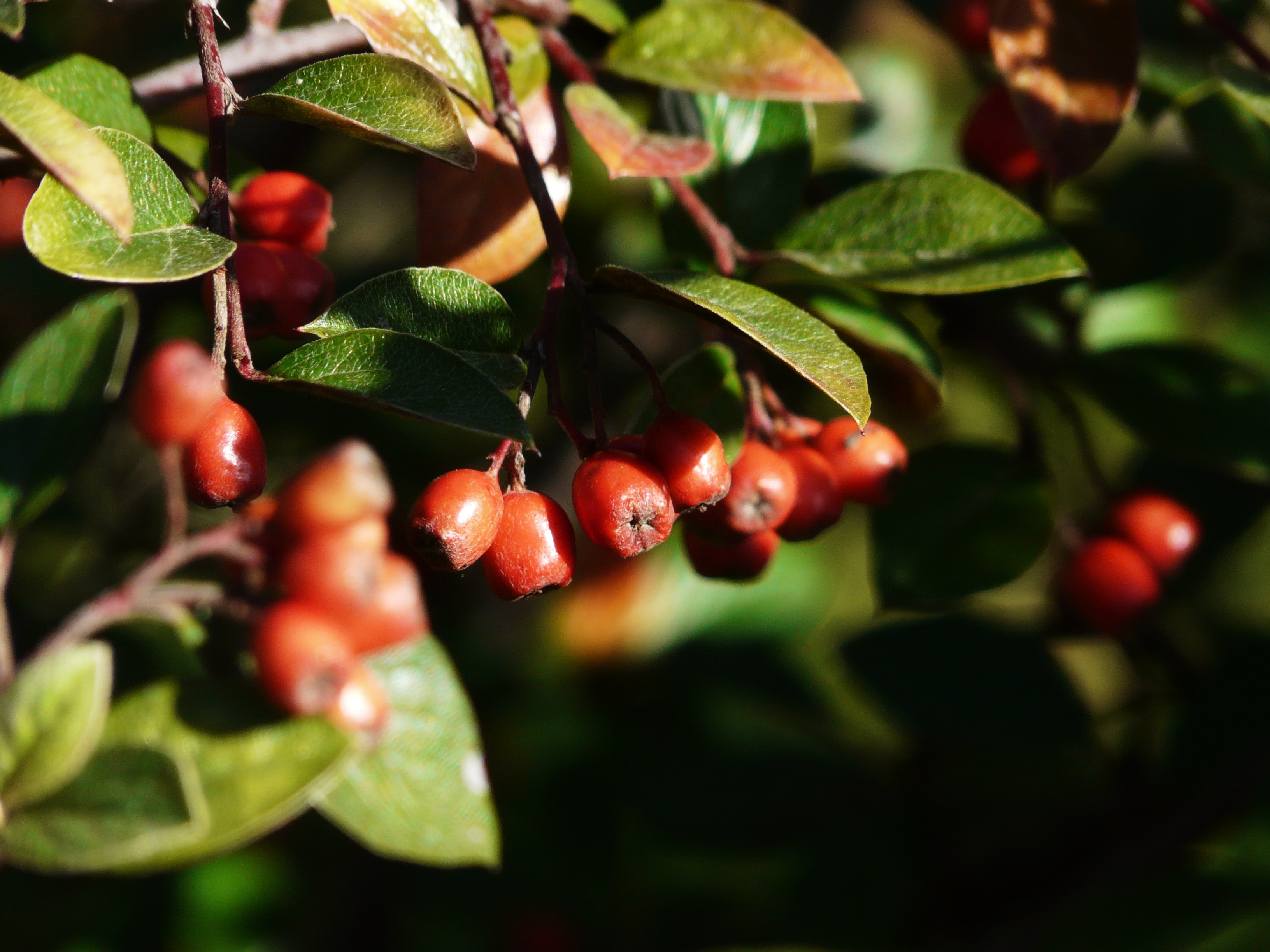
Baies à l'automne.